# Шкурей Наталія Іллівна
Наталія Іллівна Шкурей (13 травня 1938, село Малий Кучурів, тепер Заставнівського району Чернівецької області) — українська радянська діячка, прядильниця виробничого текстильного об'єднання «Восход» Чернівецької області. Депутат Верховної Ради СРСР 9-го скликання.

## Біографія
Народилася в селянській родині. Освіта середня.
З 1956 року — прядильниця виробничого текстильного об'єднання «Восход» міста Чернівці Чернівецької області.
Потім — на пенсії в місті Чернівцях.